# Thecla castitas
Thecla castitas är en fjärilsart som beskrevs av Druce 1907. Thecla castitas ingår i släktet Thecla och familjen juvelvingar. Inga underarter finns listade i Catalogue of Life.